# Sunne
Sunne es una ciudad en la provincia de Värmland, Suecia. Llamada originalmente Sundsvik, cambió su nombre a Sunne en 1905 en una reorganización municipal. Es conocida por ser la municipalidad donde nació y se encuentra sepultada la escritora sueca Selma Ottilia Lovisa Lagerlöf.

## Historia
- En 1782 el propietario rural Olof Antonsson construyó una mansión llamada Sundsbergs Gård que fue el origen de un poblado llamado Sundsvik, y punto de intercambio comercial en la zona.

- En 1862 tuvo lugar una reorganización regional en los poblados de Sundsvik, Gräsmark, Lysvik, Västra Ämtervik y Östra Ämtervik.

- En 1905 Sundsvik cambió su nombre a Sunne.

- En 1920 recibió el título de köping, una antigua forma jurídica para designar la importancia de un lugar como centro urbano y comercial.

- En 1952, en una reforma provincial, se anexaron a Sunne las municipalidades Västra Ämtervik y Östra Ämtervik.

- En 1963 se fusionan el köping de Sunne y la municipalidad provincial de Sunne.

- En 1971 se anexan las municipalidades de Lysvik y Gräsmark formando la actual municipalidad de Sunne.

Sunne cuenta con una población de 13 587 habitantes (marzo de 2007)

## Ubicación
La ciudad está ubicada frente al estrecho de Sund, en la parte norte de lago Fryken, uno de los lagos de la cadena de lagos del mismo nombre ubicados en el valle de Fryk.
El entorno de Sunne es conocido por su belleza natural que combina montañas y lagos. Existen varias reservas naturales que protegen raros ejemplares de la flora y la fauna.

## Miscelánea
El nombre original Sundsvik se puede traducir como la ensenada del estrecho, en alusión al estrecho existente entre los lagos Mellanfryken y Övre Fryken.
La mansión Mårbacka, lugar de nacimiento de Selma Ottilia Lovisa Lagerlöf se encuentra en esta municipalidad, igualmente la iglesia Östra Ämtervik donde se encuentra su tumba.
El conocido entrenador de fútbol Sven-Göran Eriksson, nació aquí y falleció en esta misma ciudad.
La actividad económica principal es el turismo, tanto en invierno como en verano, y cuenta con una bien organizada infraestructura.